# Christopher Paul Neil

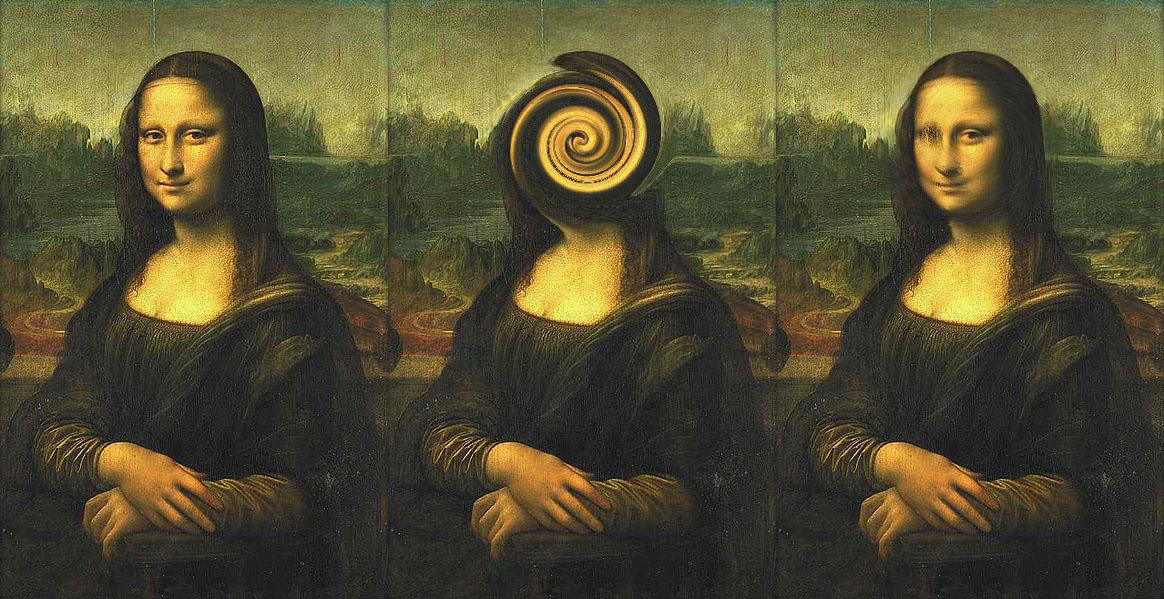
Afbeelding waarbij het effect van een omgekeerde draaikolk wordt gedemonstreerd. De originele draaikolk kan ongedaan gemaakt worden door de omgekeerde draaikolk precies over het eerste effect te plaatsen

Christopher Paul Neil (New Westminster (Brits-Columbia), 6 februari 1975) is de eerste verdachte van een misdrijf bij wiens opsporing door Interpol wereldwijd de hulp is ingeroepen van het publiek. Sinds de oprichting in 1923 heeft deze internationale politieorganisatie nooit een dergelijke wereldwijde oproep gedaan.
Neil is een verdachte van kindermisbruik. Hij wordt verdacht van het misbruiken van 12 jonge jongens van tussen de 6 en 10 jaar in Vietnam en Cambodja. Neil, een Canadees van origine, zou zichtbaar zijn op meer dan 200 pornografische foto's die op internet circuleren. Zijn gezicht is hierop onherkenbaar gemaakt door middel van een zogenoemde 'digitale draaikolk'. Duitse computerexperts van het Bundeskriminalamt zijn erin geslaagd het gezicht van Neil te reconstrueren. Interpol gaf de nog naamloze verdachte de codenaam Vico en begon een drie jaar durende, vergeefse klopjacht op hem.
Op 8 oktober 2007 werd wereldwijd de hulp van het publiek ingeroepen. Verschillende van de herstelde foto's werden vrijgegeven. Uit meer dan 350 reacties, werd de onbekende man als Christopher Paul Neil geïdentificeerd. Neil werkte als leraar Engels op een Zuid-Koreaanse school, maar reisde naar Thailand op de dag van zijn identificatie. De Thaise politie maakte op 18 oktober 2007 bekend een arrestatiebevel tegen hem uit te vaardigen.
Neil kon vervolgens op 19 oktober in het noordoosten van Thailand worden gearresteerd. Na zijn arrestatie werd hij dezelfde dag nog voor verhoor overgebracht naar de hoofdstad Bangkok. Hij kreeg twee keer gevangenisstraf opgelegd, voor een eerste geval drie jaar en drie maanden in augustus 2008 en voor een tweede geval nog eens zes jaar in november 2008.